# Artois (Californie)
Pour les articles homonymes, voir Artois (homonymie).
Artois est une census-designated place située dans l’État américain de la Californie, dans le comté de Glenn. Sa population s’élevait à 295 habitants lors du recensement de 2010.

## Démographie
| 2000 | 2010 | - | - | - | - |
| ---- | ---- | - | - | - | - |
| 146  | 295  | - | - | - | - |

## Source
- (en) Cet article est partiellement ou en totalité issu de l’article de Wikipédia en anglais intitulé « Artois, California » (voir la liste des auteurs).